# Cá lịch sọc chấm
Gymnothorax reevesii là một loài cá lịch biển được tìm thấy ở đại dương. Loài này có thân dài tới 60 cm.